# Tipula (Lunatipula) truncata truncata
Tipula (Lunatipula) truncata truncata is een ondersoort van de tweevleugelige Tipula (Lunatipula) truncata uit de familie langpootmuggen (Tipulidae). De ondersoort komt voor in het Palearctisch gebied.